# Ælfwine (évêque de Winchester)
Pour les articles homonymes, voir Ælfwine.
Ælfwine est un prélat anglais mort le 29 août 1047. Évêque de Winchester de 1032 à sa mort, il est influent à la cour du royaume d'Angleterre.

## Biographie
Ælfwine est l'un des prêtres du roi Knut le Grand jusqu'à sa nomination comme évêque de Winchester, en 1032. Il occupe dès lors une place prépondérante à la cour de Knut : à partir de 1033, il apparaît fréquemment sur ses chartes, le plus souvent en troisième position, juste après l'archevêque de Cantorbéry et l'archevêque d'York,. D'après Goscelin, il aurait convaincu Knut d'autoriser le transfert des reliques de Mildthryth à l'abbaye Saint-Augustin de Cantorbéry. Il apporte également son soutien aux nonnes de Winchester, en particulier Ælfgiva, la fille du comte Æthelwold.
Après la mort de Knut, Ælfwine semble avoir conservé sa position prééminente : une charte du roi Hardeknut lui confère une hide de terres. D'après le Quadripartitus (en), un texte du XIIe siècle, c'est lui qui aurait, avec le comte Godwin de Wessex, invité Édouard le Confesseur à rentrer en Angleterre en 1041. Il figure comme témoin sur une charte l'année suivante où apparaissent également Hardeknut, Édouard, Godwin et Emma de Normandie, la mère du roi. Son statut d'évêque séculier dans une cathédrale monastique le rend impopulaire, et c'est probablement de là que vient la rumeur selon laquelle il aurait été l'amant d'Emma. Cette dernière aurait prouvé son innocence en marchant pieds nus sur des socs de charrue chauffés à blanc sans subir la moindre brûlure,,.
La carrière d'Ælfwine atteint son apogée après l'avènement d'Édouard, en 1042. Le roi est sacré à Winchester, dans la cathédrale d'Ælfwine, et ce dernier témoigne sur vingt des vingt-deux chartes connues d'Édouard pour la période 1042-1047. Le roi le récompense de sa loyauté en lui offrant le manoir de Witney et son domaine, évalué à trente hides, en 1044. Il meurt le 29 août 1047.